# 라이엇 키즈
라이엇 키즈(영어: Riot Kidz)는 2011년 결성된 대한민국의 4인조 팝펑크 밴드이다.
- SID (서인덕): 보컬&기타 (결성~현재)
- G (김지환): 기타&보컬 (결성~현재)
- 조휘주 (베이스, 2014년~현재)
- 고태희 (드럼, 결성~현재)

## 前 멤버
- 차냐: 베이스 (결성~2014년)

라이엇 키즈라는 밴드 자체는 2011년에 결성되었으나, 실제로 멤버들은 그보다 더 오래 전부터 교류를 지속하여 왔다. SID와 G, 차냐(현재는 탈퇴)는 고등학교 동창, 그리고 G와 고태희는 의경 선후임 관계였다. 최초의 시작은 SID와 G가 함께 음악을 하기로 결정, 베이스로 차냐를 영입하면서 부터였다. 당시 G는 미국 유학중이었기에, SID와 G는 인터넷을 통하여 원거리로 음악 작업을 계속하게 된다. 이후 2011년 G가 귀국하여 라이엇 키즈로서 활동을 시작하게 된다.
이후 라이엇 키즈는 홍대 클럽들을 중심으로 라이브 활동을 지속함과 동시에 밴드인큐베이팅, 헬로루키, 그린플러그드 등등의 오디션에도 꾸준히 참가한다. 하지만 매번 최종 결선까지 올라가 아쉽게 탈락하기를 반복하나, 대외적으로 나름의 인지도를 얻게 되어 네이버 온스테이지에도 출연하는 등 꾸준히 실적을 쌓아간다. 그러던 와중 차냐가 멤버들과의 의견차로 탈퇴하게 되고, 라이엇 키즈는 SID와 G의 후배인 조휘주를 후임으로 영입, 싱글 앨범 준비에 들어간다.
그러던 중 검엑스와 옐로우 몬스터즈의 보컬인 이용원의 눈에 띄여 OLD RECORD에 들어가게 된다. 레이블 입사 후 SBS 드라마 '끝에서 두번째 사랑'의 OST 참가, 그리고 2016년 9월 대망의 풀랭스 앨범을 발매하게 된다. 이후 앨범 발매기념 쇼케이스로 프리즘홀에서 첫번째 단독공연을 가졌다. 2016년 10월 후지TV 계열 음반 유통사인 PCI Music과 계약을 맺었다. 이로서 일본 진출이 확정된 상태.

## 정규앨범

### My Last Holiday
발매일: 2016년 9월 29일

발매사: (주)지니뮤직

기획사: OLD RECORDS

01. STEREOTYPES

02. JAMIE

03. A WEEK

04. A HEART

05. MOTHER

06. ALMOST THERE

07. AS SOON AS WE GET HERE

08. I'M SORRY MS.BEAUTY

09. STEREOTYPES(EXPLICIT VER.)

## 싱글앨범

### The Things We Miss
발매일: 2015년 4월 6일

발매사: (주)필뮤직

기획사: 316 Records

01.Jamie

02.A Week

03.Almost There

### A HEART
발매일: 2015년 12월 22일

발매사: 미러볼뮤직

기획사: 316 Records

01.A HEART

### My Window (끝에서 두 번째 사랑 OST Part 3)
발매일: 2016년 8월 13일

발매사: (주)지니뮤직

기획사: (주)도너츠컬처, (주)한울별 e&m

01.My Window

02.My Window (Inst.)

### BIRTHDAY
발매일: 2017년 4월 10일

발매사: (주)지니뮤직

기획사: OLD RECORDS

01. BIRTHDAY

### FAINTLY
발매일: 2017년 4월 24일

발매사: (주)지니뮤직

기획사: OLD RECORDS

01. FAINTLY